# Qastíliya (Tunísia)
Qastíliya o Qastila (àrab: قسطيلية, Qasṭīliya, قصطيلية, Qaṣṭīliya, o قسطيلة, Qasṭīla) fou el nom donat pels àrabs a la regió de Tunísia coneguda després com a Djerid. El nom de Qastíliya, probablement derivat del llati castella (‘ciutadelles’), li fou donat sens dubte per les nombroses fortaleses de la zona construïdes pels romans, ja que aquesta regió havia constituït el limes (‘frontera’) romà de la província d'Àfrica. Les principals ciutats eren Tozeur (Thusuros), Nefta (Aggasel Nepte) i Kris (Thagis), entre d'altres, que protegien el camí entre Biskra i Gabès. Gafsa (Capsa) quedava ja una mica al nord.
Per a la seva història vegeu: Djerid.